# Кременецький цукровий завод
Кременецький цукровий завод — підприємство цукрової промисловості розташоване в місті Кременець Тернопільської області.

## Історія
Будівництво заводу ропочате в 1962 році на комплектно-імпортному обладнанні англійської фірми «Віккерс-Букерс», а в 1965 році його введено в дію. Проектна потужність підприємства — 50 тис. центнерів переробки цукрових буряків за добу. Продукція: цукор-пісок, сировий та сушений жом, патока (меляса).
В 1978 на заводі вироблено 68,2 тис. тонн цукру-піску (1965 — 6,6 тис. тон, 1970—56,7 тис. тонн). Механізовано найбільш трудомісткі виробничі процеси; автоматизовано основні технологічні процеси.
В 1982 р. двічі отримував перехідний Червоний прапор Міністерства харчової промисловості СРСР і галузевої профспілки за першість у Всесоюзному змаганні, виборену колективом у вересні та листопад.

### Після відновлення незалежності
- В складі групи компаній «Дакор» з 2000 р.
- За цей час відбувається модернізація виробництва — встановлено автоматичні ваги для приймання цукрових буряків, проведено реконструкцію пакувального відділення, встановлено напівавтоматичні дозатори цукру-піску;
- в 2003 році повністю автоматизовано систему дефекосатурації, впроваджено автоматизовану систему дозування вугілля і вапнякового каменю, встановлено автоматичні варщики утфелю першого продукту;
- в 2005—2006 рр. змонтовано автоматизовану лінію пакування цукру в однокілограмові пакети, реконструйовано теплову схему підприємства, проведений капітальний ремонт газово-вапнякової печі із заміною футерівки, поставлено автоматизовані фільтри ФІЛС-100;
- в 2007 році встановлено центрифуги для утфелю першого продукту, розпочато реконструкцію сокоочисного відділення.
- З 2009 року підприємство законсервоване та не здійснює виробничої діяльності.